# Choi Soo-jong
Choi Soo-jong (en hangul, 최수종; nacido en Seúl el 18 de diciembre de 1962) es un actor surcoreano. Debutó en 1987 con la telenovela Love Tree. Ha aparecido en películas, televisión y como presentador en varias entregas de premios. Ha recibido reconocimiento mundial por sus papeles protagónicos en varios programas de gran éxito. Más recientemente, ha obtenido elogios por sus interpretaciones en los dramas históricos coreanos Emperor of the Sea donde su personaje es el de Jang Bogo, y en la serie épica Dae Jo-yeong como el propio Dae Jo-yeong.

## Carrera
Debutó en 1987 con la serie Love Tree. Antes de eso no había pensado nunca en convertirse en actor. En esa época su familia pasaba por grandes dificultades económicas, con el padre fallecido y la madre gravemente enferma, y Choi Soo-jong hacía todo tipo de trabajos, incluso como obrero de construcción. A cierto punto comenzó a dar clases particulares a una estudiante de secundaria, y el padre de esta resultó ser el director de entretenimiento de KBS, que le ofreció la oportunidad de entrar en el reparto de Love Tree.
Choi es conocido en su país como el rey de los dramas históricos, pues ha rodado muchos de ellos a lo largo de su carrera, algunos de más de cien episodios; este es el caso de Dae Jo-yeong, que alcanzó los 124. Y todo ello a pesar del propósito repetido en varias ocasiones por el actor de no volver a tomar papeles de este género, que considera particularmente difícil y exigente.
Como figura pública y activista social, Choi Soo-jong ha buscado proyectar una imagen de integridad. Su fidelidad a su esposa y su dedicación a su papel de padre y esposo son ampliamente discutidas en los medios, aunque él se esfuerza por mantener la privacidad de su familia. Choi también habla abiertamente de su compromiso con una vida limpia mediante el ejercicio regular y una alimentación saludable. A pesar de su avanzada edad, Choi continúa aceptando roles físicamente exigentes que requieren montar a caballo, combate y manejo de la espada, y exposición a temperaturas extremas. Su apariencia juvenil y su condición física le permiten a Choi interpretar personajes mucho más jóvenes que su edad real.
A pesar de la imagen de integridad y salud de Choi, en 2007 su carrera se vio brevemente eclipsada por un escándalo. En una serie de noticias, se reveló que varios actores coreanos de alto perfil habían falsificado sus credenciales académicas. Choi estaba entre aquellos cuyos antecedentes educativos en su currículum resultaron ser exagerados e incluían información falsa. Choi se disculpó entre lágrimas por engañar al público.
En 2010 Choi fue elegido para un papel principal en Legend of the Patriots, una nueva versión de la serie Comrades de 1975. Según un comunicado de prensa de KBS, Choi encontró actuar en un drama de guerra incluso más exigente que los dramas históricos por los que es conocido: «fue muy aterrador filmar la escena en la que el proyectil explota y las balas vuelan. Todos mis compañeros actores tienen cicatrices en la cara y el cuerpo». Cuando se le preguntó el motivo de esta elección, Choi afirmó: «el problema es que cuanto más actúo, más ansío volver a actuar. ¿Qué tengo que hacer a partir de ahora? De todos modos, quiero seguir siendo un buen actor y me esfuerzo más en gestionarme a mí mismo».
El 3 de enero de 2022 Choi fue nombrado presidente de la Asociación de Actores de Radiodifusión de Corea.

## Vida personal
Nació en el seno de una familia adinerada, y de este modo pasó la infancia. SIn embargo, al poco de empezar sus estudios universitarios murió su padre, y dejó a la familia fuertemente endeudada. Perdieron la casa y fueron encontrando acomodo en algunas casas de amistades. Pero había ocasiones en que no tenían dónde dormir y acababan haciéndolo en lugares como terminales de autobuses. Choi pudo ir a estudiar a Estados Unidos gracias a la ayuda de un anciano de su iglesia, pero tuvo que volver a Corea sin completar sus estudios. El propio actor afirma que estas experiencias dolorosas están en la base del modo en que protege y se preocupa por su propia familia.
A raíz del escándalo de 2007 motivado por las falsas credenciales académicas de algunos actores surcoreanos entre los que estaba Choi, se determinó cuál fue el verdadero currículo escolar de este: después de graduarse de la escuela secundaria Baejae y la escuela secundaria Baemyung, presentó su solicitud de ingreso en el Departamento de Comercio de la Universidad de Estudios Extranjeros de Hankuk y fue aceptado, pero no pudo matricularse debido a las circunstancias familiares antes mencionadas, y se mudó a los Estados Unidos para asistir a Fort Morgan College en Colorado durante aproximadamente un año; después volvió a Corea por esas mismas circunstancias.
Choi está casado con la actriz Ha Hee-ra, una hwagyo, es decir, una coreana de ascendencia china. En alguna ocasión han rodado juntos, incluso como marido y mujer en la serie de KBS2 President.La pareja tiene dos hijos: un varón, Min-seo (1999), y una mujer, Yoon-seo (2000). El matrimonio de  Soo-jong y Hee-ra es muy conocido en Corea. Cuando ella estaba embarazada, él hacía las tareas del hogar, cocinaba y la dejaba descansar, un hecho que ha hecho que Choi sea muy popular entre las mujeres coreanas y despreciado en broma por los hombres coreanos. En una entrevista televisiva a principios de 2010, Ha Hee-ra afirmó que su marido es mejor cuidando la casa que ella. A Choi se le ve con frecuencia enviando mensajes de texto y haciendo llamadas telefónicas con su esposa Ha Hee-ra durante los rodajes, e incluso fue documentado haciéndolo en el especial de televisión por Emperor of the Sea.
Choi tiene reputación entre sus compañeros de reparto como divertido y brillante. Es conocido como un bromista en el set que le valió el título de «NG Mawang» (NG Master). Cuando comete un NG (error), intenta restarle importancia.
En su tiempo libre, Choi disfruta jugando fútbol los domingos por la mañana. En 2008 Choi anunció que también comenzaría a estudiar inglés en su tiempo libre.
En 2012, durante el rodaje de la serie Dream of the Emperor, el caballo que montaba Choi Soo-jong resbaló en el hielo y cayó. En este accidente, el actor sufrió graves lesiones en la columna y el caballo que montaba murió en el acto. Este accidente causó la interrupción del rodaje y la modificación de muchas escenas en las que participaba Choi.

## Actividades sociales
Choi y su esposa participan regularmente en proyectos caritativos tanto de forma conjunta como por separado. Contribuyen a causas benéficas, además de ser voluntarios activos para causas como las de niños discapacitados, y tomaron parte en la limpieza después del vertido masivo de petróleo que se produjo en Corea en 2007. En la primera mitad de 2009 ambos fueron seleccionados para ser embajadores de una campaña mundial contra la tuberculosis. También en 2009 Choi y Ha se convirtieron en embajadores de buena voluntad del Museo Nacional de Corea, y patrocinaron un proyecto para proporcionar 50 000 guías en idioma coreano para los visitantes del Museo Americano de Historia Natural en Nueva York.
Además, en diciembre de 2008, Choi fue una de las cinco celebridades designadas como embajadores de buena voluntad en Seúl, la capital de Corea. Como miembro de los «cinco fabulosos», Choi fue elegido para dar a conocer el atractivo internacional de la ciudad. En junio de 2009 Choi Soo-jong y otros seis actores de alto perfil renunciaron a sus honorarios para impartir clases magistrales de actuación en la Facultad de Cine y Arte Im Kwon-taek de la Universidad de Dongseo.

## Filmografía

### Películas
- Un golpe joven (1988)
- Amor de cachorros (1988)
- Superman Yiljimae (1990)
- ¿Sabes qué? Es un secreto (1990)
- Para ti otra vez (1991)
- ¿Te gusta la tarde después de la lluvia? (1991)
- La noche llena de estrellas (1991)
- Hombre arriba, mujer abajo (1992)
- El hombre que no sabe besar (1994)
- Bolsa de hierro, Sr. Woo-soo (2012)
- Obediencia (documental, 2016)

### Televisión
- Love Tree (KBS, 1987-1990)
- Queen Inhyeon (MBC, 1988)
- The Memoirs of Lady Hyegyeong (MBC, 1988-1989)
- Principal Investigator (MBC, 1989)
- Sir (MBC, 1989)
- Love Rains Clouds (MBC, 1989)
- Love's Open Every Hour (MBC, 1990)
- Daewongun (MBC, 1990)
- Seoul Earthenware Pot (KBS1, 1990)
- Chunsa Na Woon-gyu (MBC, 1991)
- Happiness Dictionary (MBC, 1991)
- The Family (KBS2, 1991-1992)
- City People (MBC, 1992)
- Jealousy (MBC, 1992)
- Chunwon Yi Kwang-su (MBC, 1992)
- Sons and Daughters (MBC, 1992-1993)
- Bong Yi-jeon (KBS2, 1993)
- Best Theater (MBC, 1993)
- Drama Game (KBS2  1993)
- Hot River (MBC, 1993)
- Pilot (MBC, 1993)
- Ambition (MBC, 1994)[11]
- Rival of History (KBS1, 1994)
- Last Lovers (MBC, 1994)
- Blowing of the Wind (KBS2, 1995)
- First Love (KBS2, 1996)
- Three Guys and Three Girls (MBC, 1997) (cameo)
- Fireworks (MBC, 1997)
- When She Beckons (KBS2, 1997)
- Legend of Ambition (KBS2, 1998)
- Beautiful Secret (KBS2, 1999)
- People's House (KBS1, 1999)
- Did You Ever Love? (KBS2, 1999)
- Taejo Wang Geon (KBS1, 2000)[11]
- Man of the Sun, Lee Je-ma (KBS2, 2002)[12]
- On the Prairie (KBS2, 2003)
- War of the Roses (MBC, 2004)
- Emperor of the Sea (KBS2, 2004)
- Dae Jo-yeong (KBS1, 2006)[1][13]
- Korean Ghost Stories: Curse of the Sajin Sword (KBS2, 2008)
- Legend of the Patriots (KBS1, 2010)
- President (KBS2, 2010)[9]
- Drama Special: For Her Son (KBS2, 2011)
- Dream of the Emperor (KBS1, 2012)
- You Are the Boss! (MBC, 2013) (cameo)
- Into the Flames (TV Chosun, 2014)
- Japanese Invasion of Korea 1592 (2016)
- My Only One (KBS2, 2018)[14]
- Record of Youth (cameo) (tvN, 2020)[15]
- Goryeo-Khitan War como Gang Gam-chan (KBS2, 2023)[16][17]

### Programas de variedades
- Choi Soo-jong Show (2003)
- Friendly Variety Show (de enero de 2020 a mayo de 2020) [18]
- Melodías de Corea (2020)
- Esto es Salvaje 3 (2022) [19]
- Segunda casa (2022-2023; temporada 1-2) con Ha Hee-ra [20]
- Lo sabrás cuando te vayas (2023; especiales de Año Nuevo) con Do Kyung-wan [21]

### Presentador
| Año  | Título                                                                                 | Notas                          | Ref.   |
| ---- | -------------------------------------------------------------------------------------- | ------------------------------ | ------ |
| 2022 | Ceremonia de inauguración 19.º Festival Internacional de Cine Documental de EBS (EIDF) | Con Park Kyung Lim             | [ 22 ] |
| 2023 | Especial 50 Aniversario de Radiodifusión Pública                                       | Con Kang Ho-dong y Chae Shi-ra | [ 23 ] |

## Premios y nominaciones
| Año  | Premios                                     | Categoría                                                            | Papel                                         | Resultado | Ref.   |
| ---- | ------------------------------------------- | -------------------------------------------------------------------- | --------------------------------------------- | --------- | ------ |
| 1990 | KBS Drama Awards                            | Premio a la popularidad                                              |                                               | Ganador   |        |
| 1991 | 27.os Baeksang Arts Awards                  | Premio a la popularidad en cine                                      | Well, It's A Secret                           | Ganador   |        |
| 1991 | MBC Drama Awards                            | Premio a la excelencia, actor                                        |                                               | Ganador   |        |
| 1991 | MBC Drama Awards                            | Premio a la popularidad                                              |                                               | Ganador   |        |
| 1992 | MBC Drama Awards                            | Premio a la gran excelencia, actor                                   | Jealousy                                      | Ganador   |        |
| 1993 | MBC Drama Awards                            | Premio a la gran excelencia, actor                                   | Sons and Daughters                            | Ganador   |        |
| 1994 | 30.os Baeksang Arts Awards                  | Premio a la popularidad en televisión                                | Pilot                                         | Ganador   |        |
| 1995 | KBS Drama Awards                            | Premio a la popularidad                                              | Blowing of the Wind                           | Ganador   |        |
| 1995 | KBS Drama Awards                            | Premio a la gran excelencia, actor                                   | Blowing of the Wind                           | Nominado  |        |
| 1996 | KBS Drama Awards                            | Premio a la gran excelencia, actor                                   | First Love                                    | Ganador   |        |
| 1997 | 10.os Grimae Awards                         | Mejor actor                                                          | First Love                                    | Ganador   |        |
| 1998 | 25.os Korea Broadcasting Awards             | Mejor actor                                                          | Legendary Ambition                            | Ganador   |        |
| 1998 | KBS Drama Awards                            | Premio a la fotogenia                                                | Legendary Ambition                            | Ganador   |        |
| 1998 | KBS Drama Awards                            | Premio a la gran excelencia, actor                                   | Legendary Ambition                            | Nominado  |        |
| 1998 | KBS Drama Awards                            | Gran Premio/Daesang                                                  | Legendary Ambition                            | Ganador   |        |
| 1999 | 35.os Baeksang Arts Awards                  | Mejor actor de televisión                                            | Legendary Ambition                            | Ganador   |        |
| 1999 | KBS Drama Awards                            | Premio a la popularidad                                              | Did You Ever Love?                            | Ganador   |        |
| 1999 | KBS Drama Awards                            | Premio a la gran excelencia, actor                                   | Did You Ever Love?                            | Nominado  |        |
| 2001 | KBS Drama Awards                            | Premio a la gran excelencia, actor                                   | Emperor Wang Gun                              | Nominado  |        |
| 2001 | KBS Drama Awards                            | Gran Premio/Daesang                                                  | Emperor Wang Gun                              | Ganador   |        |
| 2002 | KBS Drama Awards                            | Premio a la popularidad                                              | Man of the Sun, Lee Je-ma                     | Ganador   |        |
| 2002 | KBS Drama Awards                            | Premio a la gran excelencia, actor                                   | Man of the Sun, Lee Je-ma                     | Nominado  |        |
| 2003 | KBS Drama Awards                            | Premio especial                                                      |                                               | Ganador   |        |
| 2005 | KBS Drama Awards                            | Premio a la gran excelencia, actor                                   | Emperor of the Sea                            | Ganador   |        |
| 2006 | 1.os Seoul International Drama Awards       | Mejor actor                                                          | Emperor of the Sea                            | Nominado  | [ 24 ] |
| 2006 | KBS Drama Awards                            | Premio a la gran excelencia, actor                                   | Dae Jo-yeong                                  | Nominado  |        |
| 2007 | KBS Drama Awards                            | Premio Netizen                                                       | Dae Jo-yeong                                  | Ganador   |        |
| 2007 | KBS Drama Awards                            | Premio a la gran excelencia, actor                                   | Dae Jo-yeong                                  | Nominado  |        |
| 2007 | KBS Drama Awards                            | Gran Premio/Daesang                                                  | Dae Jo-yeong                                  | Ganador   |        |
| 2008 | 2.os Korea Drama Awards                     | Premio a la gran excelencia, actor                                   | Dae Jo-yeong                                  | Ganador   |        |
| 2008 | 35.os Korea Broadcasting Association Awards | Mejor actor                                                          | Dae Jo-yeong                                  | Ganador   |        |
| 2008 | KBS Drama Awards                            | Premio a la excelencia, actor, dramas en un acto, especiales, cortos | Hometown Legends - "The Curse of Sajin Sword" | Nominado  |        |
| 2010 | KBS Drama Awards                            | Premio a la gran excelencia, actor                                   | Legend of the Patriots                        | Nominado  |        |
| 2011 | KBS Drama Awards                            | Premio a la excelencia, actor, dramas en un acto, especiales, cortos | For My Son                                    | Ganador   |        |
| 2012 | KBS Drama Awards                            | Premio a la excelencia, actor, series de televisión                  | Dream of the Emperor                          | Nominado  |        |
| 2012 | KBS Drama Awards                            | Premio a la gran excelencia, actor                                   | Dream of the Emperor                          | Nominado  |        |
| 2013 | KBS Drama Awards                            | Premio a la excelencia, actor, series de televisión                  | Dream of the Emperor                          | Nominado  |        |
| 2013 | KBS Drama Awards                            | Premio a la gran excelencia, actor                                   | Dream of the Emperor                          | Nominado  |        |
| 2014 | Miss Supertalent Star Awards                | Premio a la excelencia, actor                                        | Korean Wave                                   | Ganador   |        |
| 2018 | KBS Drama Awards                            | Premio a la gran excelencia, actor                                   | My Only One                                   | Ganador   | [ 25 ] |
| 2018 | KBS Drama Awards                            | Premio a la excelencia, actor, series de televisión                  | My Only One                                   | Nominado  |        |
| 2018 | KBS Drama Awards                            | Mejor pareja (con Jin Kyung)                                         | My Only One                                   | Ganadores |        |
| 2019 | 12.os Korea Drama Awards                    | Gran Premio/Daesang                                                  | My Only One                                   | Ganador   | [ 26 ] |
| 2021 | 19.os KBS Entertainment Awards              | Premio Achievement                                                   | Mr. House Husband 2                           | Ganador   | [ 27 ] |
| 2021 | 19.os KBS Entertainment Awards              | Premio a la excelencia en categoría reality                          | Mr. House Husband 2                           | Nominado  | [ 28 ] |
| 2023 | KBS Drama Awards                            | Gran Premio/Daesang                                                  | Goryeo-Khitan War                             | Ganador   | [ 29 ] |
| 2023 | KBS Drama Awards                            | Premio a la gran excelencia, actor                                   | Goryeo-Khitan War                             | Nominado  | [ 30 ] |
| 2023 | KBS Drama Awards                            | Premio a la excelencia, actor, series de televisión                  | Goryeo-Khitan War                             | Nominado  | [ 30 ] |
| 2023 | KBS Drama Awards                            | Premio a la popularidad, actor                                       | Goryeo-Khitan War                             | Nominado  | [ 31 ] |
| 2023 | KBS Drama Awards                            | Mejor pareja (con Kim Dong-jun)                                      | Goryeo-Khitan War                             | Ganadores | [ 29 ] |